# دامانسارا (سلانگور)

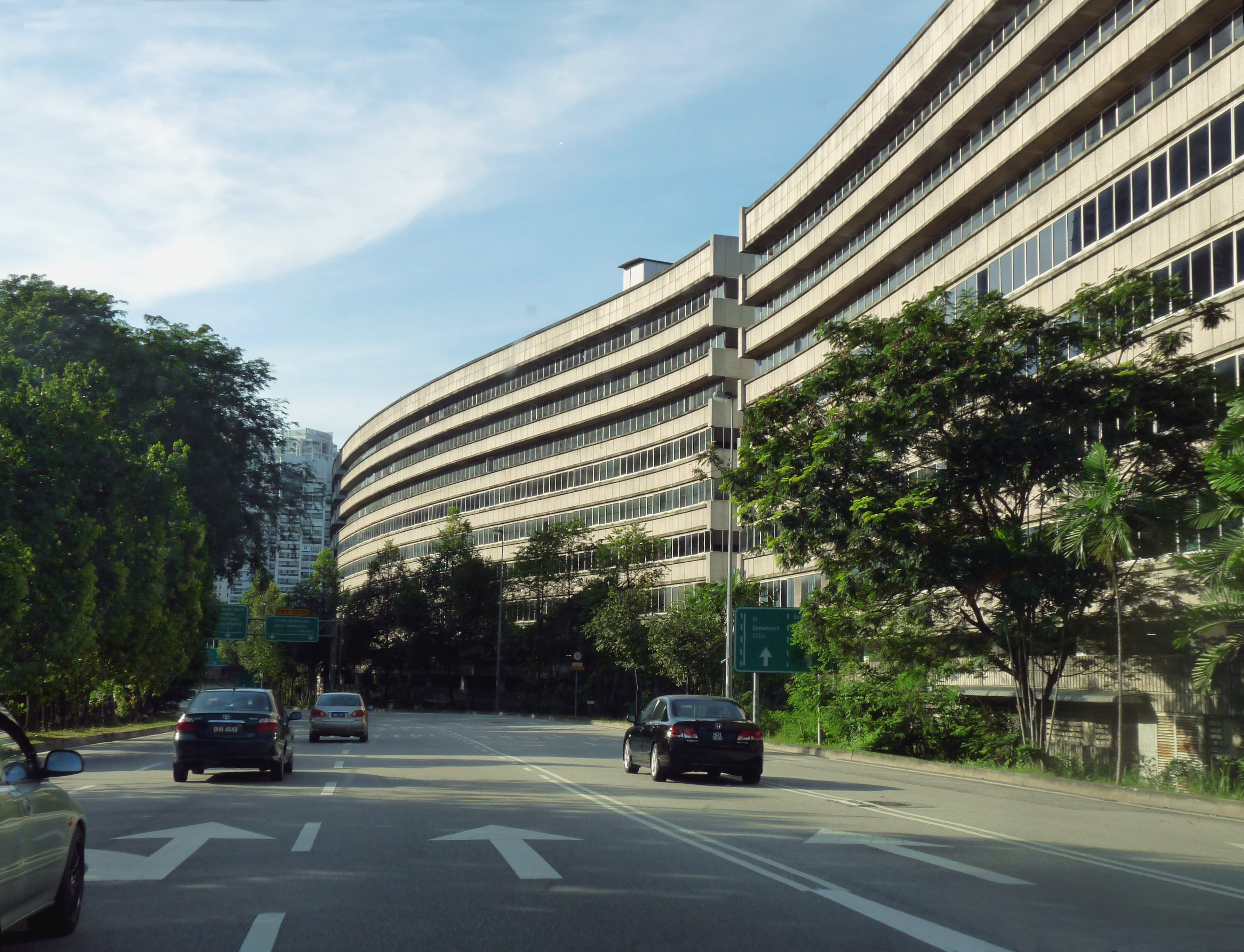
مرکز شهر دامانسارا

دامانسارا یک منطقه مسکونی در حومه شهر پتالینگ جایا، یک موکیم در پتالینگ دیستریکت، و همچنین حوزه انتخاباتی پارلمانی در سلانگور، مالزی است. نام آن از رود دامانسارا که در نزدیکی آن جاری است، گرفته شده است. این منطقه یکی از پرجمعیت‌ترین نواحی مالزی است. طبق سرشماری سال ۲۰۰۰ مالزی، دامانسارا دومین زیربخش بزرگ منطقه در مالزی از لحاظ جمعیت با ۴۵۳٬۴۲۰ نفر بود.

## خاستگاه
دامانسارا در ابتدا یک سکونتگاه کوچک شبیه بندرگاه بود که در نزدیکی دهانه رود دامانسارا در امتداد رود کلانگ قرار داشت. در اواسط دهه ۱۸۷۰، اینجا مقصد نهایی کشتی‌های بخار بود که توسط بریتانیایی‌ها برای سفر از کلانگ به کوالالامپور استفاده می‌شد، زیرا قایق‌های بخار که مورد استفاده قرار می‌گرفت، نمی‌توانستند تا مرکز کوالالامپور در نزدیکی محل تقاطع رود گومباک و رود کلانگ پیش بروند. مسافران سپس از طریق جالان دامانسارا (جاده دامانسارا) که در ناحیه بریکفیلدز، کوالالامپور خاتمه پیدا می‌کرد، از دامانسارا به کوالالامپور می‌رفتند.
یکی از نظریه‌های رایج حاکی از این است که این نام در نتیجه اشتباه هجی نگارشی ماندگار شده است و این مکان در اصل دامار سارا نام داشت همان‌طور که در یک نقشه مربوط به سال ۱۸۸۲ مشخص شده است. واژه دامار (Damar) به معنی صمغی است که از تعدادی از درختان گرمسیری، عمدتاً جنگل‌های هندومالایی به دست می‌آید که برای ساخت روغن جلا استفاده می‌شود، در حالی که واژه سارا (sara) در سانسکریت به معنای گرانبها یا مهم است. گمان می‌رود که سِر ویلیام ماکسول، مقیم بریتانیا و مسئول ثبت زمین، به‌طور ناخواسته حرف آر (r) را با حرف اِن (n) اشتباه گرفته و در زمان انجام مقررات ثبت عناوین سلانگور در سال ۱۸۹۱، کلمه دامار سارا (Damar Sara) را به دامانسارا (Damansara) ممزوج کرده است. دامانسارا در ابتدا یک بندر کوچک رودخانه‌ای و بندرگاهی بود که به نام لابوهان سارا شناخته می‌شد؛ لابوهان به معنی مکانی برای لنگر انداختن کشتی‌ها است، در حالی که واژه سارا را می‌توان به معنای «عزیمت» یا «سوار شدن» (مرتبط با کلمه برسارا (bersara) به معنی بازنشسته) در نظر گرفت.
هر چند، بعید است که این نظریه درست باشد زیرا سوابق مکتوب و نقشه‌نگاری وجود دارد که نشان می‌دهد واژه دامانسارا قبلاً در حال استفاده بوده است. این هجی نگارشی توسط مقیم دوم (second Resident) سلانگور، ویلیام داگلاس در دفتر خاطرات خود (۲۱ ژوئیه ۱۸۶۷) هنگامی که برای اولین بار به کوالالامپور سفر کرد، مورد استفاده قرار گرفته است. و همچنین این واژه را می‌توان در نقشه‌ای یافت که فرانک سوتتنهام در ماه مارس ۱۸۸۳ برای ادوارد ماکسول فرستاد.